# 動物・真剣勝負
動物・真剣勝負（どうぶつしんけんしょうぶ、原題：Animal Face-Off）は、アメリカのディスカバリーチャンネルで放送されたテレビ番組である。

## 番組内容
2種類の異なった動物の能力を、機械を用いたシミュレーションで測定し、その結果に基づき、その2種が実際に闘ったらどうなるのかを推定したコンピューターグラフィックスアニメを制作して、どちらの動物が強いのかを調べるのが番組の趣旨である。
12話放送され、最終回のみが2時間枠、他は1時間枠であった。

## 放映リスト
| 放送順 | 題名                                 | 対決場所               | 勝者             |
| ------ | ------------------------------------ | ---------------------- | ---------------- |
| 1      | イリエワニ対ホホジロザメ             | オーストラリア         | ホホジロザメ     |
| 2      | シロサイ対アフリカゾウ               | セレンゲティ国立公園   | アフリカゾウ     |
| 3      | カバ対オオメジロザメ                 | ザンベジ川             | カバ             |
| 4      | インドライオン対ベンガルトラ         | インド                 | インドライオン   |
| 5      | オオカミ対ピューマ                   | ロッキー山脈           | ピューマ         |
| 6      | ホッキョクグマ対セイウチ             | 北極圏                 | セイウチ         |
| 7      | アムールトラ対ヒグマ                 | シベリア               | ヒグマ           |
| 8      | ナイルワニ対アフリカライオン         | マサイマラ国立保護区   | ナイルワニ       |
| 9      | オオアナコンダ対ジャガー             | アマゾン川             | オオアナコンダ   |
| 10     | マウンテンゴリラ対ヒョウ             | コンゴ川               | マウンテンゴリラ |
| 11     | アメリカアリゲーター対アメリカグマ   | エバーグレーズ国立公園 | アメリカグマ     |
| 12     | マッコウクジラ対ダイオウホウズキイカ | 南極海                 | マッコウクジラ   |

| スタブアイコン | サブスタブ | この項目は、まだ閲覧者の調べものの参照としては役立たない、テレビ番組に関連した書きかけの項目です。この項目を加筆・訂正などしてくださる協力者を求めています（P:テレビ/PJ:放送または配信の番組）。 |